# Digitaria papposa
Digitaria papposa är en gräsart som först beskrevs av Robert Brown, och fick sitt nu gällande namn av Ambroise Marie François Joseph Palisot de Beauvois. Digitaria papposa ingår i släktet fingerhirser, och familjen gräs. Inga underarter finns listade i Catalogue of Life.